# Bracon gilvus
Bracon gilvus är en stekelart som beskrevs av Papp 1996. Bracon gilvus ingår i släktet Bracon och familjen bracksteklar. Inga underarter finns listade.